# Кінець веселок
«Кінець веселок» (англ. Rainbows End) — роман Вернора Вінжі у жанрі наукової фантастики з елементами сатири, написаний у 2006 році. «Кінець веселок» став лауреатом премій «Г'юго» та «Локус» у 2007 році.

## Сюжет
Головними героями «Кінця веселок» є члени азіатсько-американської сім'ї. Старше покоління представляє колишній поет Роберт Гу, його син та невістка представляють собою середнє покоління, а їх дочка (внучка Роберта) — нове покоління. Всі події та алюзії роману побудовані саме на тому, що герої, що живуть під одним дахом, абсолютно не схожі один на одного ні за віком, ні за темпераментом, ні за життєвою філософією.
Дія відбувається у американському місті Сан-Дієго штату Каліфорнія у 2025 році, коли грань між світом реальним і віртуальністю практично розмита, і мережеві сутності постійно проектуються на реальні, матеріальні предмети. Люди реальності 2025 року настільки звикли до постійного використання технологічних нововведень, мультимедійних проектів, технік швидкого навчання, віртуальних бібліотек і інтелектуальних сервісів, що не в силах вже відрізнити, де закінчується реальний світ та починається віртуальний.
На тлі всього цього якась банда злодіїв, використовуючи огріхи супертехнології, запускає план по створенню та розгортанню масової технології контролю над розумом, у спробі підпорядкування собі всього світу. І протистоїть їм не спеціальний загін служби безпеки, а 75-річний поет Роберт Гу, який довгі роки провів на порозі смерті та повернувся до життя лише недавно. Роберт змушений у зрілому віці вживатися у незвичний світ. Він є «чужинцем на чужині» та ще не звик до тієї кількості можливостей, які дає будь-якій людині сучасна (у романі) цивілізація, для чого йому необхідно відвідувати Феамонтську середню школу (англ. Fairmont High), де подібні Роберту «чужинці» навчаються нарівні з дітьми нового покоління (там же, наприклад, навчається внучка Роберта).

### Персонажі
- Роберт Гу (англ. Robert Gu) — відомий поет, який після лікування від хвороби Альцгеймера та омолодження (завдяки новітнім технологіям) виявив, що втратив свій поетичний дар, але набув здатності до технічних інновацій. Старомодний прихильник консерватизму (паперових бібліотек, лекцій, читаних живими професорами в університетах), Роберт не може змиритися з тим, що усі ці «цінності» атрофувалися. Озлоблений на увесь світ, Гу бере участь у змові, метою якого є запобігти перетворенню бібліотеки Університету Сан-Дієго з паперової у електронну.
- Роберт Гу молодший або Боб Гу (англ. Robert Gu, Jr., Bob) — його син, офіцер служби безпеки з питань запобігання терористичних атак.
- Аліса (Еліс) Гун Гу (англ. Alice Gong Gu) — дружина Боба; так само як і чоловік, є працівником служби безпеки.
- Мірі Гу (англ. Miri Gu) — тринадцятирічна дочка Боба та Аліси, яка бере активну участь у адаптації Роберта у новому світі.
- Хуан Ороско (англ. Juan Orozco) — підліток, напарник Роберта по шкільному проекту, який опікає його разом з Мірі Гу.
- Альфред Ваз (англ. Alfred Vaz) — голова індійської розвідки, який намагається запобігти захопленню світу.
- Містер Кролик (англ. Mr. Rabbit; Mysterious Stranger) — таємничий позаштатний агент, який переховується за аватарою Білого кролика, найнятий розвідками світу, для запобігання підступних планів щодо здійснення контролю над свідомістю.

## Історія створення та особливості
Роман «Кінець веселок» був виданий у США 16 травня 2006 року видавництвом Tor books у Нью-Йорку. Як і у багатьох інших романах Вінджа, головною темою «Кінця веселок» є концепція безпеки у «цифровому суспільстві», де повсюди поширені комп'ютерні технології. У романі розглядаються наслідки від швидкого впровадження технологій, а саме позиції невдоволених, які будуть загрожувати суспільству, та тих, хто буде намагатися їх зупинити. І хоча 11 вересня у романі згадується лише один раз, загальний вплив від цих подій не викликає сумніву.
Замість традиційної авторської присвяти людині або групі осіб, Віндж присвячує роман «пізнавальним інтернет-ресурсам, які змінили наше життя — Вікіпедії, Google та іншим, що існують або будуть створені у майбутньому» (англ. the Internet-based cognitive tools that are changing our lives — Wikipedia, Google, and the others of their kind, now and in the future.). У романі Вінджа є відсилання до реальних творів у жанрі наукової фантастики. Наприклад, діти грають у віртуальну гру «футбол Ігана» (англ. Egan Soccer) — явна аналогія з «квантовим футболом» (англ. Quantum Soccer) з повісти Грега Ігана «Хранителі кордону» (англ. Border Guards) 1999 року.

### Феамонтська школа
Згадка Феамонтської середньої школи зустрічається ще в двох оповіданнях Вернора більш раннього періоду: «Гаряча пора у Фермаунтській середній школі» (англ. Fast Times at Fairmont High) 2001 року та «Комплексна інтуїція» (англ. Synthetic Serendipity) 2004 року.
Головними персонажами оповідання «Fast Times at Fairmont High» (у Росії відоме як «Гаряча пора у Фермаунтській середній школі» у перекладі Т. Б. Сєрєбряної та «Гаряча пора у Файрмонт-коледжі» у перекладі Г. Соловйової) є Хуан Ороско та Мірі Гу. Однак, на відміну від «Кінця веселок», батька Мірі звуть Білл (англ. Bill Gu), а діда — Вільям (англ. William Gu). Імена батьків Мірі у романі явно вказують на стандартні метазмінні (ім'ярек) криптографії — Аліса та Боб. Така зв'язка підтверджується з появою у романі чиновника Єви Мелорі (див. Аліса і Боб).
У 2004 році Вернор Віндж написав оповідення «Synthetic Serendipity» (у Росії відоме як «Комплексна інтуїція» у перекладі Д. Хомака та «Синтетичне щастя» у перекладі Адама Асвадова), який пізніше був включений у роман «Кінець веселок» (у зміненому вигляді). Сюжет описує Феамонтську середню школу, де проходять адаптацію до нового світу, де на уроках учні намагаються визначити своє місце у житті. Саме в цю школу потрапив Роберт Гу, після того як після хвороби зміг повернутися до реального життя.

## Нагороди та номінації
- Лауреат премії «Локус» 2007 року у номінації «Найкращий науково-фантастичний роман»[14].
- Лауреат премії «Г'юго» 2007 року у номінації «Найкращий роман»[15].
- Номінант премії Дж. Кемпбелла у 2007 році.